# Consonne occlusive injective vélaire voisée
La consonne occlusive injective vélaire est un son consonantique existant dans certaines langues. Le symbole dans l'alphabet phonétique international est [ɠ].

## Caractéristiques
Voici les caractéristiques de la consonne occlusive injective vélaire :
- Son mode d'articulation est occlusif, ce qui signifie qu'elle est produite en obstruant l’air du chenal vocal.
- Son point d'articulation est vélaire, ce qui signifie qu'elle est articulée la partie antérieure de la langue (le dorsum) contre le palais mou (ou velum).
- Sa phonation est voisée, ce qui signifie que les cordes vocales vibrent lors de l’articulation.
- C'est une consonne orale, ce qui signifie que l'air ne s’échappe que par la bouche.
- C'est une consonne centrale, ce qui signifie qu’elle est produite en laissant l'air passer au-dessus du milieu de la langue, plutôt que par les côtés.
- Son mécanisme de courant d'air est ingressif glottal, ce qui signifie qu'elle est articulée grâce à un mouvement de l'air vers l'arrière produit par un abaissement de la glotte.

## En français
Le français ne possède pas le [ɠ].

## Dans les autres langues
- hawu: [meɠiɠi] « effrayé », « timide »
- sindhi: [ɠəro] « lourd »